# Przejazd drogowy
Przejazd drogowy – krzyżowanie się dróg na różnych poziomach, nie umożliwiające wyboru kierunku jazdy.
Najczęściej występującym przejazdem drogowym jest wiadukt drogi lokalnej nad autostradą.